# Oides decempunctata
Oides decempunctata là một loài bọ cánh cứng trong họ Chrysomelidae. Loài này được Billberg miêu tả khoa học năm 1808.